# Cutty Sark for Maritime Greenwich
Cutty Sark per Maritime Greenwich è una stazione della metropolitana leggera Docklands Light Railway (DLR) sulla diramazione Bank-Lewisham, a Greenwich, sud-est di Londra, il cui nome è dovuto alla sua vicinanza al Cutty Sark nel distretto di Maritime Greenwich. Si tratta della stazione più centrale di Greenwich, situata nel centro città.

## Storia
La stazione venne aperta il 3 dicembre 1999 come estensione della DLR, dal suo vecchio capolinea di Island Gardens, a Lewisham. Dalla sua apertura, l'estensione ha visto una crescita enorme del movimento passeggeri a seguito del collegamento del centro finanziario dell'Isle of Dogs con Greenwich, insieme a due collegamenti National Rail.
La necessità di aumentare la capacità di trasporto ha posto problemi alla stazione. Mentre la maggior parte delle stazioni sulla rete hanno esteso le proprie piattaforme come parte del progetto di potenziamento della capacità di trasporto a tre carrozze da Londra, la piattaforma della stazione di Cutty Sark non può essere allungata a causa dei costi (stimati a 30 milioni di sterline) e del rischio di danni ai palazzi a livello della strada. TfL ha risolto il problema con un piano alternativo che prevedeva l'uso di porte selettive che consentivano ai treni di tre carrozze di fermarsi alla stazione aprendo le sole porte centrali del treno le cui carrozze erano comunicanti all'interno.

## Sviluppi futuri
La stazione resterà chiusa dal 31 maggio 2025 fino alla primavera del 2026 per la completa sostituzione delle quattro scale mobili, divenute nel tempo inaffidabili e fonte di lamentele dei passeggeri.

## Galleria d'immagini

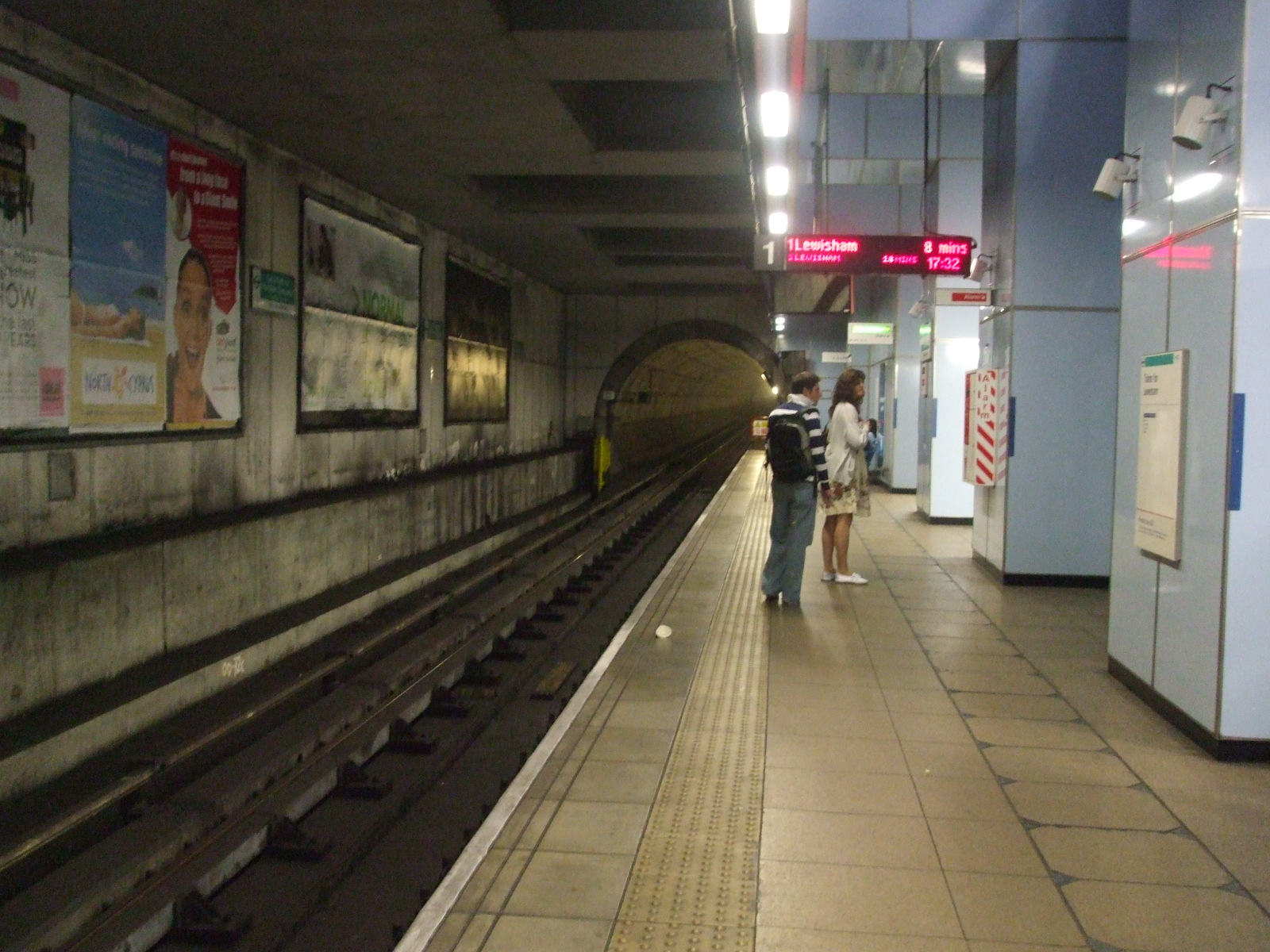
Piattaforma in direzione sud
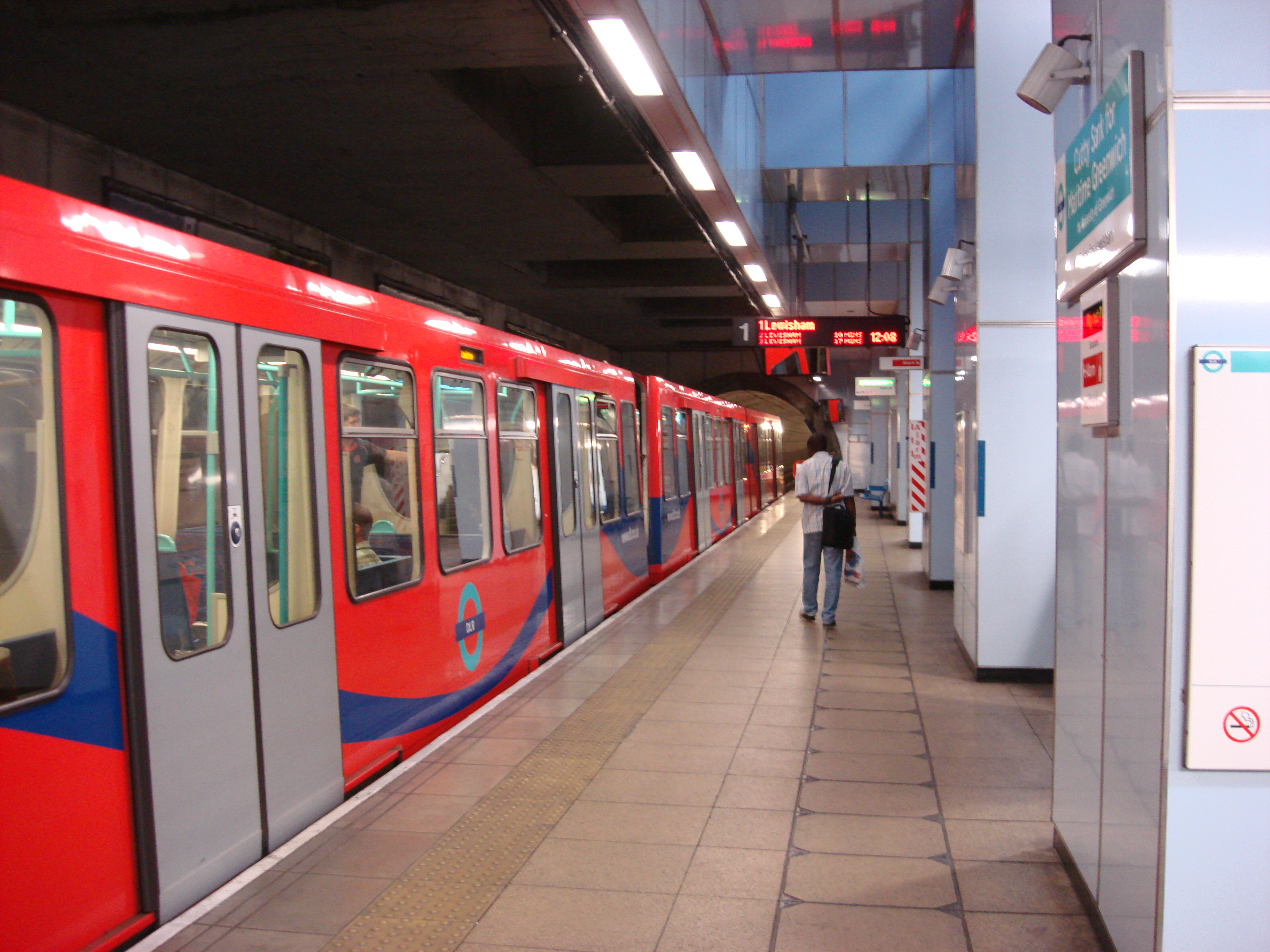
Treno alla piattaforma 1
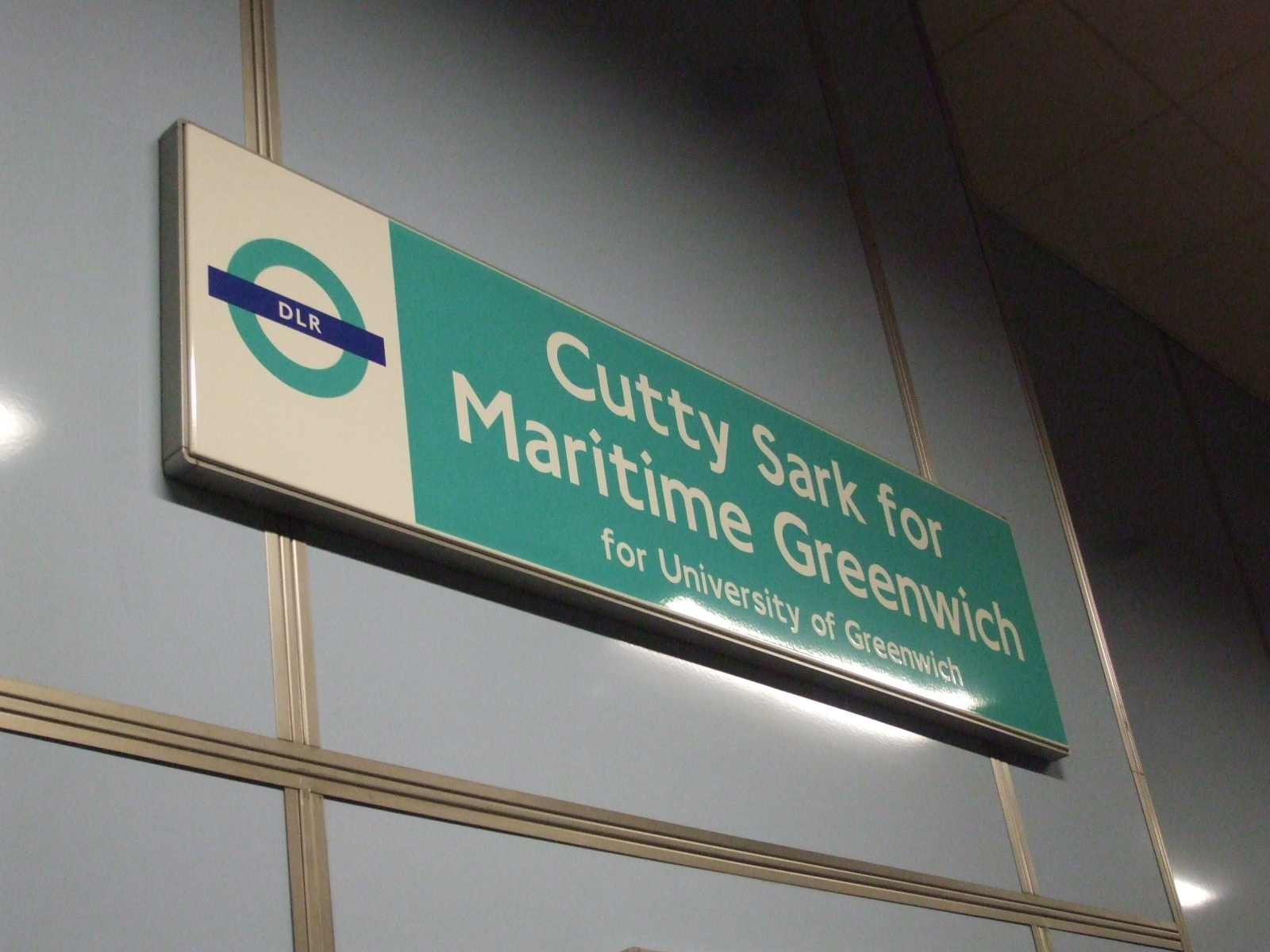
Signale sulla piattaforma nord